# Anomis satellifera
Anomis satellifera är en fjärilsart som beskrevs av Walker 1858. Anomis satellifera ingår i släktet Anomis och familjen nattflyn. Inga underarter finns listade i Catalogue of Life.